# كلية الأركان المشتركة العراقية
كلية الأركان العراقية هي كلية أركان عسكرية عراقية تقع في الرستمية شرقي العاصمة بغداد، ولقد تأسست في عام 1928م.

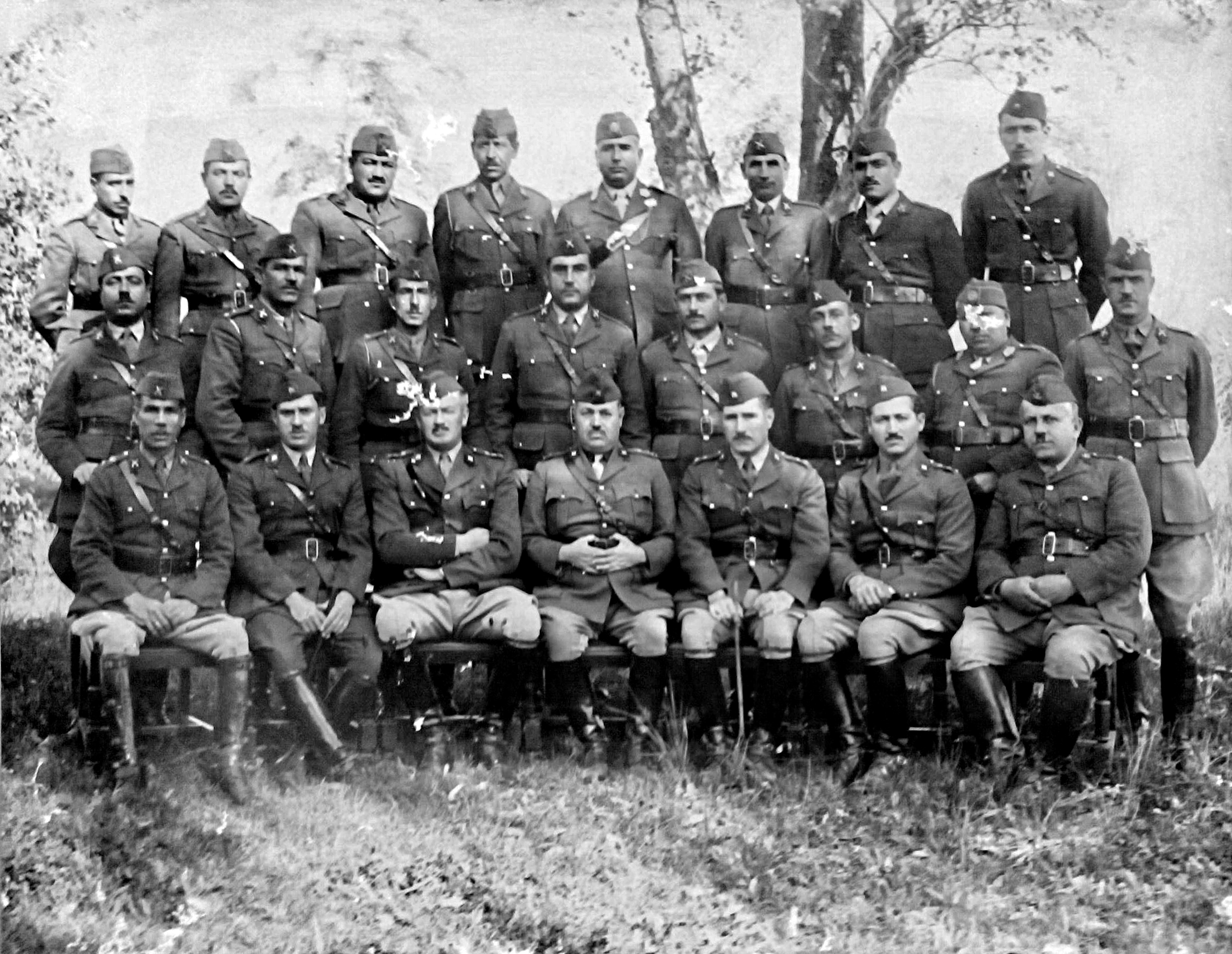
دورة كلية الأركان عام 1942 ويظهر إسماعيل حقي آل شاكر جالسا الأول من اليمين ثم الثالث من اليمين رئيس الجمهورية فيما بعد نجيب الربيعي حيث كان برتبة مقدم وكان مدرسا في كلية الاركان

وهي مؤسسة تابعة لوزارة الدفاع الغاية منها تخريج ضباط ركن أكفاء ومدربين للحرب يتصفون بدرجة عالية من روح الواجب والوطنية قادرين على القيام بواجبات الركن في المقرات المختلفة وبمهام القيادة بعد فترة من التجربة العملية.تعتبر الكلية مناراً ومنهلاً وصرحاً علمياً، ولقد تخرج منها خيرة ضباط الجيش العراقي وتمتاز الدراسة فيها بالشمولية والتكامل والتركيز على موضوعات مختلفة ومتنوعة تشمل كل ما يتعلق بفن الركن واعمال الركن والقيادة وبحوث العمليات والسياسة والاقتصاد وعلم الاجتماع إضافة إلى الموضوعات الاختصاصية المتعلقة بالتخطيط وإدارة وتنفيذ العمليات ونادرا ماتجد ضابط ركن لايشكوا من صعوبة الدراسة فيها. تضم الكلية أكبر مكتبة عسكرية في الجيش العراقي تحوي نفائس المصادر والمراجع العلمية ويصدر عنها مجلة خاصة من تحرير طلابها تسمى (مجلة الركن)، كما ان لها بنية تحتية يقل وجودها في باقي المؤسسات العسكرية. واوفد عدد من هيئاتها الدراسية إلى بعض البلدان العربية لتشكيل مثيلاتها هناك والتدريس فيها مثل كلية القيادة والأركان الملكية الأردنية. وكانت مدة الدراسة في الكلية سنتان وبمجموع 4 كورسات دراسية. وتخرج من الكلية ما يقارب (70) دورة وبمدد متفاوتة حتى عام 2003 ولم تكن الكلية حكراً على الضباط العراقيين بل شارك وتخرج منها عدد كبير من الضباط العرب والأجانب إذ تسنم الكثير منهم مناصب قيادية مختلفة وبقوا اوفياء لهذه المؤسسة على مر السنين.
تتألف الكلية من دورتين مبتدئة ومتقدمة ويعين عدد تلاميذ الدورة المبتدئة من قبل دائرة الأركان العامة وموافقة وزير الدفاع. ولوزير الدفاع زيادة عدد الدورات بناء على اقتراح رئيس أركان الجيش في الحالات الاضطرارية.
وكانت تدار الكلية من قبل الهيئات التالية بموجب ملاك خاص تضعه دائرة الأركان العامة.
أ – الهيئة الإدارية – وتتألف من الآمر وضابط الركن الإداري وضابط ركن التدريب وعدد من الضباط والمراتب الإداريين ومن موظفين ومستخدمين مدنيين.
ب – الهيئة التعليمية – يرأسها الآمر وتتكون من: –
أولا – هيئة التدريس وتتألف من معلم أقدم وعدد من المعلمين ومعاوني المعلمين لكل دورة.
ثانيا – هيئة التصميم وتتألف من معلم أقدم وعدد من المعلمين.
ج – تثبت واجبات الهيئات المختلفة بأوامر ثابتة يضعها مقر الكلية.
للكلية نظام داخلي خاص وتدار الكلية حاليا من قبل مجلس الكلية المؤلف من
أ – عميد الكلية.
ب – امين سر الكلية إضافة إلى رؤساء الاقسام.
تقوم بالتدريس فيها هيئة تدريسية متمرسة من الضباط اصحاب الخبرة والمعرفة ومن مختلف قيادات الاسلاحة ولكل مجموعة من التدريسين مدرس أقدم وعدد من المعاوني ولكل دورة، وتثبت واجبات الهيئات المختلفة بأوامر ثابتة يضعها مقر الكلية.
عام 2003 تعرضت هذه الكلية إلى تدمير شامل شانها شان أغلب معسكرات الجيش العراقي حيث نهبت محتوياتها واحرقت بناياتها على ايدي الجماعات المسلحة والسراق واستباح عدد من العوائل مجهولة الاصل ابنيتها واتخذوها كدور سكنية بعد أن حلت هذه المؤسسة مثل حال باقي وحدات الجيش العراقي وحتى العام 2005 حيث اعيد تشكيلها وتأهيلها على ايدي بعض ضباط الجيش وبمعاونة ومساعدة مادية من حلف شمال الأطلسي (NATO)غير ان الحالة السياسية للعراق وافرازاتها وصلت أيضاً لهذه المؤسسة العريقة واثرت سياسة الإقصاء والخوف من الخبرات والقدرات التي تحويها في احداث تغييرات مختلفة على طبيعة الدراسة في الكلية بالرغم من أن الكلية هي واحدة من القليل من المؤسسات العراقية التي لم تصلها سياسة التمييز العرقي أو الطائفي نظرا لوعي وثقافة وادراك منتسبيها.
في عام 2009 تم تغيير اسمها من كلية الأركان المشتركة إلى كلية القيادة والأركان المشتركة تتألف الكلية القيادة والأركان المشتركة من عدد من الاقسام (البري، البحري، الجوي، التدريب والتصميم، القيادة، الإداري، البحوث والدراسات) ويحاضر فيها خيرة ضباط الجيش العراقي وخاصة ضباط الركن الحاصلين على المراتب الأولى على دوراتهم والضباط الأكفاء من خريجي دورات الأركان في بعض الكليات العربية والعالمية العريقة مثل كلية القيادة والأركان الملكية الأردنية والولايات المتحدة وبريطانيا وأستراليا وألمانيا والباكستان وهؤلاء يعتبرون مراجع وهيئة استشارية وخبرة علمية لا يستهان بها ويصعب ايجاد بدلاء لهم حاليا بالرغم من اغفال وزارة الدفاع لهذا الامر.في العام 2012 عادت كلية القيادة والأركان إلى دورها التأريخي
بعد تسنم قيادتها العميد الركن عباس عبد الحسن يسر والذي عمل سابقاً بكافة مناصب الكلية حيث تدرج فيها من مدرس إلى مدرس أقدم ورئيس الجناح البري.
بعد التطور الذي مرت به مدرسة الاركان والتي افتتحت في 1 شباط 1928 واقبال الضباط للقبول في دوراتها، صدر الامر بتحويل المدرسة إلى كلية الاركان وتعيين الزعيم الركن بهاء الدين نوري عميداً للكلية سنة 1937 حيث تم اختيار شعار الكلية المعروف. وقد اختير الحديث النبوي الشريف (اعقل وتوكل) تحت السيف والريشة الذان يرمزان إلى القوة والعلم وقصة الحديث قول رجل للنبي - صلى الله عليه وآله وسلم -: ((يا رسول الله أترك ناقتي وأتوكل أو أعقلها وأتوكل؟ قال: بل اعقلها وتوكل)) وعقل الناقة يعني: شد ركبة الناقة مع ذراعها بحبل لمنعها من الحركة والضياع أثناء غياب صاحبها، وسمي العقل عقلاً؛ لأنه يمنع صاحبه عن التورط في المهالك، والعاقل هو من يحبس نفسه ويردها عن هواها.
فالتوكل على الله والاعتماد عليه أساس تنفيذ ونجاح كل أعمالنا والأخذ بالأسباب من تمام التوكل على الله ولا ينافيه..ولذلك يجب التخطيط وتأمين متطلبات المعركة لغرض تحقيق النصر بعد التوكل على الله.
1.لم يكن تأسيس كلية الاركان مجرد صدفة، بل كان ذلك مرتبطا بعوامل خارجية وداخلية لعل ابرزها، ضغط الرأي العام البريطاني على حكومته بسبب حجم النفقات الكبيرة التي تنفقها على قواتها في العراق والذهاب إلى الإبقاء على قوات محدودة، وجعل العراق مسؤولا عن حماية نفسه من جهة وما شهدته المؤسسة العسكرية العراقية من مراحل تطور خلال الفترة التي سبقت تأسيس كلية الاركان العراقية من جهة أخرى، مما دفع الحكومة العراقية إلى تأسيس كلية الاركان، وذلك من اجل اعداد ضباط ركن يتولون قيادة التشكيلات العسكرية عن طريق اطلاعهم على ما استجد من العلوم العسكرية في دول العالم على اعتبار ان كلية الاركان هي التي ترسم الأسس والخطوط العريضة للمفاصل العسكرية بتعبير ادق ان هيئات الركن تمثل الدعامة الرئيسية في كيان الجيش.
2.كان امرا طبيعيا، ان تضع بريطانيا عراقيل عدة من اجل عدم تأسيس كلية الاركان لانها لم تكن ترغب بان يكون الجيش العراقي قويا، بل ارادته ان يكون مجرد قوة محدودة تقتصر مهمتها على حفظ الأمن وحماية مصالحها ولذلك ظل الجيش العراقي يعتمد ومنذ تأسيسه عام 1921 على الضباط العراقيين من خريجي المدارس العسكرية العثمانية (الحربية والاركان) والذين كان عددهم يتناقص مع توسع التشكيلات العسكرية العراقية.
3.من هذا المنطلق، وضعت الحكومة العراقية في اولى اولوياتها السعي إلى اعداد جيل من ضباط الركن لادارة القطعات العسكرية وتنظيمها وان يحظى جيشها بالعدد الكافي منهم على نحو يتناسب والتوسع المستمر في تشكيلاته من خلال تاسيس كلية اركان تاخذ على عاتقها اعداد الضباط وتزويدهم بالعلوم العسكرية وتمكينهم من إدارة وتنظيم وقيادة القوات المسلحة على اسس علمية وعملية رصينة.وفي الواقع، فان الحكومة العراقية استغلت وبشكل كبير نقطة مهمة الا وهي خلو معاهدتي 1922 – 1926 الموقعتين بينهما من أي نص يحول دون تأسيس اية مدارس أو اكاديميات عسكرية عراقية من جانب. فضلا عن ذلك فقد استغلت الحكومة العراقية الفقرة الأولى من المادة الأولى من معاهدة عام 1922 التي نصت على تثقيف الضباط العراقيين بالعلوم العسكرية في بريطانيا.بالمقابل فان رفض بريطانيا قبول الضباط العراقيين في كلية الاركان البريطانية (كمبرلي) بحجة ان فرص التعليم التي هيأها الضباط البريطانيون المتواجدون في الجيش العراقي كان كافيا لضمان تعليم واجبات الاركان لسنوات مقبلة.
4.ان رفض بريطانيا قبول الضباط العراقيين في كلية الاركان البريطانية (كمبرلي) بحجة ان فرص التعليم التي هيأها الضباط البريطانيون المتواجدون في الجيش العراقي كان كافيا لضمان تعليم واجبات الاركان لسنوات مقبلة. الامر الذي دفع الحكومة العراقية ان ترفض هذه الحجة جملة وتفصيلا، وذلك من خلال اصرارها على اشراك الضباط العراقيين في كليات الاركان الغربية مما يؤكد حقيقة مهمة وهي ان العراق وان كان في بدايات تأسيسه الا انه كان يشكل قوة متينة مرنة امام بريطانيا التي كانت تفوقه عددا وعدة في كل المجالات لاسيما السياسية والعسكرية. بتعبير اوضح ان العراق اجبر بريطانيا ولأكثر من مرة ان تتنازل من عليائها والحد من نفوذها. وهذا لا يعني قطعا ان بريطانيا كانت اضعف من العراق بل كانت تدرك تماما بان ابقاء العراق ضمن الحدود المطلوبة امرا مستحيلا لذا كانت تتجنب اثارة الخصومات معه وقــــــد اثبتت السياسة البريطانية فيما بعد صواب ذلك التقدير.وفي الواقع، فان استجابة بريطانيا لضغوطات العراق كانت محسوبة النتائج سواء على الصعيد السياسي ام العسكري على اعتبار ان تاسيس كلية اركان عراقية كان يمثل في حد ذاته استجابة لقدر من طموحات العراق المشروعة ولكن دون الخروج عن الإطار العام الذي رسمته لمؤسستة العسكرية لاسيما مع وجود الضباط الوطنيين الذين اصبحوا يمثلون قوة ضغط كبيرة تزامنت مع ما افرزه الواقع العراقي بعد عام 1920 وتطلعهم حول طبيعة تكوين الجيش العراقي، وما اثبته هؤلاء أو معظمهم من كيفية وضع مصلحة البلاد فوق كل مصلحة وهذا يعني بحد ذاته ان تأسيس كلية الاركان قد مر بسلسلة من الكفاح الطويل.
5.وعلى اية حال تم تاسيس كلية الاركان العراقية في 2 شباط 1928 باسم «مدرسة الاركان», والتي كانت في الكرادة الشرقية (حاليا), وصممت على غرار كلية الاركان البريطانية (كمبرلي), واصبحت معظم هيئاتها التعليمية من الضباط البريطانيين. بتعبير ادق، ان بريطانيا ارادت ان تكون «كلية الاركان» نسخة ثانية للنموذج العسكري السائد في بريطانيا، وقد رفضت الاخيرة بشدة إرسال الضباط العراقيين للدراسة في الكليات الاوربية، لان ذلك يعني تغيير بنية، وتركيبة الجيش العراقي المصصم على غرار السياقات البريطانية الامر الذي يؤدي حتما إلى الاخلال بمبدأ المصدر الواحد لشؤون الجيش العراقي المقيد ببريطانيا دون غيرها. وبالتالي فان الاخلال بهذا المبدأ، كان سيفتح الباب امام العراق للاعتماد على غير بريطانيا في شؤونه العسكرية، وهذا يعني بحد ذاته افلات الامور من يد بريطانيا، ومن ثم فقدان سيطرتها على العراق عاجلا ام اجلا.
6.مما سبق يبدو واضحا ان بريطانيا ارادت ان تكون كلية الاركان العراقية عراقية الشكل بريطانية الهيكلية والتنظيم والمسلك والتفكير وذلك من اجل ضمان جيل جديد من الضباط العراقيين تكون رؤيتهم العسكرية منسجمة مع الرؤية العسكرية البريطانية.
من هذا المنطلق حرصت بريطانيا على ان يكون حتى امري الكلية من الضباط الذين تخرجوا من المدارس العسكرية البريطانية أو المشاركين في دورات الاركان البريطانية. فضلا عن انها عينت العقيد (ر. لوفانو) لمنصب (ناظر) في الكلية.
7.اما الغرض الاساسي من تاسيس الكلية فهو اعداد ضباط ركن اكفاء في الإدارة وتنظيم القطعات العسكرية بحيث يكونو قادرين على القيام بواجبات الركن ومهام القيادة بعد فترة من التجربة العملية عن طريق تزويد الطلاب بالمعلومات الضرورية العسكرية وغيرها وصقل المواهب وغرس المهارات الضرورية للقيام بواجبات القيادة والاركان وممارسة التخطيط في المؤسسة العسكرية ورفع سياستها العسكرية العليا الذي يؤمن الارتباط الوثيق بالمستوى الاعلى وتوفير القدرة لطلبتها على مقارعة المهمات التي تخبئها لهم الحياة العسكرية لان الذين يدرسون فن الحرب ويطلعون على متناقضاته تكون لهم القدرة على مواجهة اغلب المعاضل، الامر الذي يؤكد وبدون شك ان كلية الاركان كانت تمثل إحدى الطرق التي تصب في بناء المؤسسة العسكرية وتطويرها، وتزويدها بالمعلومات العسكرية الثقافية العلمية والعملية التي هي حصيلة خبرات وتجارب الجيوش.
8.في بداية تأسيس الكلية عام 1928 تكون الهيكل التنظيمي من المقر الذي يديره آمر الكلية والذي يتم تعيينه من قبل وزارة الدفاع، بعد ان يتم ترشيحه من قبل رئاسة اركان الجيش طبقا للشروط والتي اهمها ان «يكون معلما في كلية الاركان», وان «يكون خريجاً لأحدى دورات الاركان الخارجية» وان «يجيد اللغة الإنكليزية» ويفضل ان «يكون من الحاصلين على الدرجة (أ) التي تمثل درجة امتياز», ويعتبر هذا المنصب منصبا مرموقا وهو يعادل مناصب مدراء المديريات في وزارة الدفاع باعتباره من المع ضباط الركن. فضلا عن ان اشغال منصب آمر كلية الاركان هو تمهيد لاشغال منصب رئيس اركان الجيش مستقبلاً. مع العلم ان كلية الاركان كانت تضم أيضا «مساعد الامر» و«ضابط ركن التدريب» و«ضابط ركن الإداري» والذين يحملون رتبا عسكرية مختلفة.
9.اما اقسام الكلية فتتكون من هيأة التصميم التي تتألف من «ضابط ركن التصميم» و«معلمين اجانب», وبرتب عسكرية مختلفة و«قسم وسائل الإيضاح» الذي كان يتكون من ثلاث شعب وهي«شعبة الخرائط والتصاوير الجوية» و«شعبة ادامة وسائل الإيضاح الفنية والكهربائية» و«شعبة الإنتاج» ويرأس هذا القسم ضابط ركن، ولكل شعبة ضباط خاصين بها. اما القسم الثالث فهو «الجناح الإداري» الذي كان يتكون من «ضابط الإعاشة» و«ضابط المعسكر والمطعم» و«المكتبة», و«مفرزة الية», و«مراتب وتوابع».
ومن الجدير بالملاحظة، ان امري الكلية ومعلميها، كانوا يستخدمون لمدة محدودة، وهي اربع سنوات فقط ابتداءً من تاريخ تعيينه.وعند تغيير أحد المعلمين فيجب الحاق الضابط المنتخب من كلية الاركان لمنصب معاون معلم لمدة سنة واحدة قبل ان يتم تعيينه معلما بصورة دائمية على ان يكون هذا الضابط من «خريجي كلية الاركان الممتازين» أي من الحاصلين على الدرجة (أ) وممن له «المام باللغة الإنكليزية», ومن المشتركين في «دورة اركان خارجية».ينبغي ان نشير هنا إلى ان صفوف الكلية كانت في باديء الامر صفا واحدا كان يضم عددا من التلاميذ يحدد من قبل رئاسة اركان الجيش.
10.على الرغم من محدودية عدد التلاميذ، الا ان هذه الكلية قد نالت اهتمام الملك فيصل الأول اذ زارها في 22 ايلول 1928, وسجل في سجل الزيارات هذا الكلام المعبر:
«اشجعكم على العمل والاستمرار وارجو من ذلك إنشاء جيش يحمي دياركم».
فضلا عن ذلك، فقد حظيت الكلية باهتمام الملك غازي حيث رافق طلاب دورة الاركان الثانية في جولتهم التي شملت منطقة الحدود الشرقية، ضمن الحدود العراقية– الإيرانية.وفي الواقع، فان التطورات العسكرية التي شهدتها جيوش العالم من جهة وتوسيع أعمال الركن في تلك الدول من جهة أخرى دفع اركان الدولة العراقية الملكية والقيادات العسكرية العليا، إلى الدفع باتجاه تطوير تشكيلاتها العسكرية فتحولت كلية الاركان من مدرسة إلى كلية في عام 1937 ووضع لها شعار «اعقل وتوكل»، واصبحت موضع اهتمام الدولة ومثقفيها بناء على ما اخذت تتصف به من روح عسكرية عالية.

## أهم الشخصيات الإدارية
كان من أهم الشخصيات التي تولت إدارة وأمرة كلية الأركان ثلاث شخصيات وهي:
- العقيد الركن صبيح نجيب حبيب العزي، أول آمر لكلية الأركان عام 1928.
- العقيد الركن محمد أمين بن احمد طاهر العمري، الشخصية الثانية التي تولت أمرة الكلية للفترة من 25 كانون الأول 1932 حتى 18 تشرين الثاني 1933.
- الزعيم الركن حسين فوزي حسن الشخصية الثالثة التي تولت أمرة كلية الأركان للفترة من 2 تشرين الثاني 1933 حتى 18 كانون الثاني 1935.